# ماركوس بارلو
ماركوس بارلو (بالإنجليزية: Marcus Barlow)‏ هو مهندس معماري أسترالي، ولد في 1890، وتوفي في 1955.